# Зузуко
Зузуко је хумористички стрип за децу чији је аутор београдски стрипар Здравко Зупан. Премијерно је почео да излази 1973. године, а до сада је објављиван на српском, румунском и енглеском, у неколико европских земаља.

## Историјат
Зузуко се појавио у 5. броју листа за најмлађе Зека 5. новембра 1973. године. Његов аутор, Зупан, прво је крстио јунака „Пчелко“, али је садашње име предложио цртач стрипа и илустратор Живорад Жика Атанацковић, тада ликовни уредник издања горњомилановачких „Дечјих новина“.
Стрип је претежно рађен у гег таблама, изузев неколико краћих епизода од две до четири стране. До сада је објављено око 200 табли. Зупан је цртао све епизоде и написао највећи број, а сценаристички су стрипу допринели и Никола Масловара и Васа Павковић. 
Стрип је излазио у многим листовима Србије, Босне и Херцеговине, Хрватске и Румуније: Зека, YU стрип, Мале новине, Летњи и Зимски забавник Малих новина, Весела свеска, Балон, Дечје новине, Тотем, Сунцокрет, Муња стрип... Од 2002. до 2014. био је стални садржај у дечјем енигматском забавнику Муња. У 21. веку редовно излази и у дечјем листу Бијела пчела који у Хрватској издаје Српско културно друштво Просвјета. 
У јулу 2014. издавачка кућа „Модести комикс“ објавила је у Лондону електронску књигу-албум на енглеском Zuzuko.

## Рецепција
Стрип је добро прихваћен код породичне публике, а чест је предмет илустрација саме деце, чему је била посвећена изложба у „Срећној галерији“ Студентског културног центра у Београду, 2014. године.
Критика је „Зузука“ оценила као квалитетан допринос дечјем стрипу:
Зупанов Зузуко се тихо и ненаметљиво одржао као једна од мини–институција домаћег издаваштва па и стрипа до данас.— Бојан М. Ђукић
У кратким и духовитим стриповима из серијала 'Зузуко' тзв. поука је, ако је има, увек дискретна, а хумористички обрт природан и нежан, срачунат на то да нас насмеши или насмеје. Тој очаравајућој стратегији доприноси и пријатан колор стрипа — тако да је 'Зузуко' истовремено одмор за очи и храна за душу, наративно уравнотежен и лишен било каквих грубљих потеза или обрта.— Васа Павковић, из предговора енглеског албума
Овај симпатичан, једноставан и топао лик се спонтано урезао у памћење деци широм Србије. Лично сам једном приликом у Сомбору видео као се неколико ђака основне школе негде на периферији тог града окупило и кроз игру такмичило ко ће на асфалту кредама лепше да нацрта Зузука.— Слободан Ивков
Својим доживљајима пчелица Зузуко већ три деценије тумачи социјалне и емотивне реалности најмлађим читаоцима на просторима бивше Југославије. Свет раног детињства тиме је добио своју сигурну менталну луку у серијалу који одише добродушношћу и безазленошћу, цртачки зрело урађеним у духу Дизнијеве школе. Класик нашег доба.— Зоран Стефановић